# O'Cyrus Torrence
O'Cyrus Torrence (Hammond, 20 gennaio 2000) è un giocatore di football americano statunitense che milita nel ruolo di offensive guard per i Buffalo Bills della National Football League (NFL).

## Carriera universitaria
Torrence iniziò la sua carriera nel college football a Louisiana–Lafayette. Nella sua prima stagione disputò 13 gare come titolare su 14 per i Ragin' Cajuns. L'anno seguente disputò come partente tutte le partite, venendo inserito nella seconda formazione ideale della Sun Belt Conference. Nella terza stagione disputò 12 partite come titolare, saltandone due per infortunio, venendo inserito nella prima formazione ideale della Sun Belt e classificato come quarta miglior guardia della nazione dal sito Pro Football Focus. A fine anno optò per trasferirsi in un altro istituto.
Torrence alla fine scelse di trasferirsi a Florida, seguendo l'ex capo-allenatore di Louisiana–Lafayette Billy Napier. Nella sua unica stagione con i Gators fu premiato come All-American.

## Carriera professionistica
Torrence era considerato da alcuni analisti com la migliore guardia selezionabile nel Draft NFL 2023 e una scelta della prima metà del primo giro. Tuttavia scivoló fino al secondo giro dove fu scelto come cinquantanovesimo assoluto dai Buffalo Bills. Debuttò come professionista partendo come titolare nella gara del primo turno contro i New York Jets. La sua prima stagione regolare si chiuse disputando tutte le 17 partite come titolare, venendo inserito nella formazione ideale dei rookie dalla Pro Football Writers of America..

## Palmarès
- PFWA All-Rookie Team - 2023